# Integrated Data Store
Integrated Data Store (IDS) — одна из первых созданных и наиболее широко использовавшаяся сетевая база данных, известная своей высокой производительностью.
IDS была создана в 1960-х годах компьютерным отделением компании General Electric (это отделение в 1970 году было продано компании Honeywell и стало называться Honeywell Information Systems) под руководством Чарльза Бахмана, который получил за её создание Премию Тьюринга в 1973 году.
Детальная спецификация на IDS была создана в январе 1962 года. В мае месяце Бахман представил детали будущей системы клиентам компании GE. По собственным воспоминаниям Бахмана прототип системы был закончен в декабре 1962 года.. Релиз программы состоялся в 1964 году. Она работала на компьютере GE-235, вместе с которым и продавалась. Позднее была портирована на компьютеры GE серии 400 и 600. Работала поверх проприетарной операционной системы GCOS.
К 1965 году была выпущена версия IDS для компании Weyerhaeuser Lumber, позволявшая работать с ней через сеть.
В 1970 году General Electric продала свой компьютерный бизнес компании Honeywell вместе со всей интеллектуальной собственностью. Honeywell продолжала развитие IDS, выпустив версию Honeywell IDS/II (или Honeywell IDS-2) в 1975 году.
В 1991 году компьютерное подразделение компании Honeywell было продано французской компьютерной компании Groupe Bull, и IDS стала продаваться под названием Bull IDS/II (или Bull IDS-2).
IDS не была проста в использовании и на её основе сложно было создавать приложения. Дело в том, что в IDS упор был сделан на производительность на том скудном аппаратном обеспечении, что было доступно в то время. В настоящее время IDS используется в проекте CSS компании British Telecom, где показывает отличные результаты производительности на терабайтных массивах данных.

## Интересные факты
- Идеи, заложенные Бахманом в IDS, были использованы организацией CODASYL для создания официального стандарта сетевой модели данных.
- Одна из копий IDS была продана вместе с компьютером GE компании B.F. Goodrich Chemical Division. К своему удивлению разработчики компании узнали, что они могут менять исходный код IDS по своему усмотрению, не выплачивая GE никаких выплат. Так была создана еще одна сетевая база данных IDMS - первая сетевая база данных, написанная для мейнфреймов IBM S/360. Продажей и развитием IDMS занялось частное предприятие Cullinet. В 1981 году к этой компании присоединился Чарльз Бахман и по его  руководством IDMS развивалась дальше.